# Denniss López
Denniss Elías López Beklels (Puerto Cortés, 2 gennaio 1986) è un calciatore honduregno naturalizzato guatemalteco, difensore del Municipal.